# Jaciment a l'oest del Saió
El jaciment a l'oest del Saió està situat al municipi de Santa Margarida de Montbui, a la comarca d'Anoia, inclòs a l'Inventari del Patrimoni Arqueològic i Paleontològic de Catalunya.
Està en un context de conreu de vinya, a mà esquerra de la carretera de Saió, a prop del riu. El jaciment es tracta d'un indret o centre de producció relacionat amb la talla de sílex, corresponent al Paleolític mitjà (90.000 - 33.000 ANE). Va ser descobert per membres de la Secció d'Arqueologia del Centre d'estudis d'Igualada, al febrer de l'any 1986. S'hi varen localitzar una concentració de peces de sílex de gran i de mida mitjana així com restes de talla en la zona superior i mitja del turó.